# Pedaliodes pronoe
Pedaliodes pronoe är en fjärilsart som beskrevs av Otto Staudinger 1897. Pedaliodes pronoe ingår i släktet Pedaliodes och familjen praktfjärilar. Inga underarter finns listade i Catalogue of Life.